# Succès (jeu vidéo)
Pour les articles homonymes, voir Succès et Récompense.

Parodie d'une notification marquant l'accomplissement d'un succès. Dans le cas présent, celle-ci ressemble à la notification d'un succès sur une console Xbox.

Un succès (achievement en anglais), aussi appelé récompense, trophée, badge, médaille, réalisation ou haut fait, dans le langage vidéoludique, est un objectif défini à accomplir par le joueur, en dehors des objectifs du jeu vidéo en lui-même (finir le jeu, gagner). Ces outils de ludification forment un système de récompenses honorifiques additionnelles, attribuées au joueur ayant accompli certaines actions ou quêtes dans un jeu vidéo.
On peut faire remonter l'origine des succès dans les jeux vidéos aux Badges Activision de 1982. Ce système est devenu d'usage courant à partir de la septième génération de consoles (Xbox 360, PlayStation 3)[réf. nécessaire].
Contrairement aux objectifs d'un jeu de rôle, avec un système de quêtes ou d'augmentation de niveau, les « succès » sont parfois gérés en dehors du jeu, via une plate-forme de jeu en ligne (comme Steam ou Xbox Live) ou un magasin d'applications (comme Google Play ou l'App Store). Le joueur n'est pas obligé de les réaliser pour progresser dans le jeu, ceux-ci ne faisant office que de défis supplémentaires.
Certains succès s'obtiennent sans même accomplir d'objectifs, mais par exemple simplement pour avoir commencé une nouvelle partie, ou avoir regardé la cinématique d'introduction du jeu. D'autres demandent au joueur d'accomplir un objectif bien plus difficiles, comme finir le jeu entièrement sans faire une seule erreur. Cette variété de difficultés, quand la distinction n'est pas suffisamment marquée, peut mener à une dévalorisation des succès, lorsqu'il est facile pour n'importe qui d'en obtenir un grand nombre en sélectionnant les plus simples.
Mais les succès sont aussi une manière déguisée d'observer et d'étudier le comportement des utilisateurs : les succès renseignent sur la progression des joueurs dans un jeu, ce qui permet aux développeurs de disposer de statistiques très précises, qui leur indiquent par exemple quelle proportion de joueurs atteignent la fin d'un jeu. Parfois, certains succès sont conçus pour inciter à utiliser un service ou une fonctionnalité.
D'autres succès peuvent aussi amener le joueur à découvrir des subtilités de gameplay, voire influer sur ce dernier (par exemple, dans le jeu multijoueurs Team Fortress 2, en montant certaines classes l'une contre l'autre).

## Historique

### Sur ordinateur
- En 2007, Team Fortress 2 propose de nombreux « succès » permettant aux joueurs d'obtenir de nouvelles armes pour chaque classe de personnage[5].

- Le jeu vidéo en ligne Quake Live (en bêta version depuis 2008), édité par id Software, propose lui aussi aux joueurs de débloquer des « succès », en rapport avec le temps qu'ils passent sur le jeu (1 heure de jeu, 10 heures, cent heures, etc.), sur le type de mode de jeu qu'ils pratiquent (Deathmatch, Team Deathmatch, CTF, etc.), mais aussi sur l'habileté du joueur (actions de trick jumping et niveau des statistiques d'utilisation/précision des armes du jeu).

### Sur console
Au niveau des consoles de jeux vidéo, Microsoft innove en 2005 en utilisant le système des « succès » avec le service de jeu en ligne Xbox Live de sa Xbox 360. Sur cette plate-forme, les « succès » réussis sont convertis en points, dont l'accumulation se traduit par le GamerScore, visible par tous les joueurs sur le réseau. Ce défi du meilleur score rencontre un très fort engouement auprès des joueurs, à tel point que certains achetèrent énormément de jeux pour finir un maximum de succès.
D'après l'Electronic Entertainment Design and Research, certains joueurs étudient même les « succès » des jeux avant leur achat, ce qui a une influence sur leurs ventes. En effet, les jeux proposant des succès rapportent 50 % de profits en plus que les jeux n'en proposant pas.
Devant cette réussite, Sony a créé un système similaire, les « trophées », sur certains jeux de la PlayStation 3 en 2008, et sur l'intégralité des jeux sortis depuis 2009.
Super Stardust HD est le premier jeu PlayStation 3 qui possède les trophées depuis sa mise à jour un an après sa sortie.
Cependant, les succès commencent à avoir l'effet inverse désiré. En effet, les joueurs qui cherchaient à la base de la reconnaissance en affichant aux autres leurs nombreux succès sont considérés par certains comme des gens prêt à perdre leur temps sur des tâches inintéressantes et qui pour beaucoup ne demandant pas de talent particulier. Ceci entraîne un comportement où les joueurs qui complétaient beaucoup de succès en complètent de moins en moins, alors que les nouveaux joueurs sont encore intéressés. Certains succès sont même impossibles à accomplir, dont le succès Yes, I am the real garry! dans le jeu Garry's Mod qui implique de se connecter au même serveur que le développeur Garry Newman, ce dernier ayant arrêté d'y jouer depuis quelques années pour se consacrer à Rust.